# Les Vacances de Boniface
Les Vacances de Boniface (Каникулы Бонифация, Kanikoly Bonifatsia) est un film d'animation soviétique réalisé par Fiodor Khitrouk, sorti en 1965.

## Fiche technique
- Titre: Les Vacances de Boniface[1]
- Titre original : Каникулы Бонифация (Kanikoly Bonifatsia)
- Réalisation : Fiodor Khitrouk
- Scénario : Fiodor Khitrouk
- Musique : Mieczysław Weinberg
- Pays d'origine : URSS
- Format : Couleurs - 35 mm - Mono
- Genre : conte merveilleux
- Durée : 20 minutes
- Date de sortie : 1965

## Distribution

### Voix originales
- Alexeï Polevoï